# Углеродный налог
Углеродный налог (англ. carbon tax) — налог, взимаемый с содержания углерода в топливе, как правило, в транспортном и энергетическом секторах. Налоги на углерод — это форма ценообразования на углерод. Данный термин также используется для обозначения эквивалентного налога на выбросы углекислого газа, последний из которых весьма схож, но может быть применён к любому типу парниковых газов или комбинации парниковых газов, выделяемых любым сектором экономики.
При сжигании углеводородного топлива, такого как уголь, нефть или природный газ, его углерод превращается в углекислый газ (СО2) и другие соединения углерода. СО2 — это поглощающий тепло парниковый газ, который вызывает глобальное потепление, которое наносит ущерб окружающей среде и здоровью человека. Поскольку выбросы парниковых газов при сжигании ископаемого топлива тесно связаны с содержанием углерода в соответствующих видах топлива, этот негативный внешний эффект может быть компенсирован путём налогообложения содержания углерода в ископаемом топливе в любой точке продуктового цикла топлива. Налоги на углерод являются разновидностью налога Пигу и помогают решить проблему эмитентов парниковых газов, не сталкивающихся с полной социальной стоимостью своих действий.
Исследования показывают, что налоги на углерод эффективно сокращают выбросы парниковых газов. Экономисты обычно утверждают, что налоги на выбросы углерода являются наиболее эффективным и действенным способом сдерживания изменения климата с наименьшими негативными последствиями для экономики. 77 стран и более 100 городов взяли на себя обязательство достичь чистого нуля глобальных выбросов к 2050 году. По состоянию на 2019 год налоги на углерод были введены или запланированы к введению в 25 странах, в то время как 46 стран установили ту или иную форму цены на углерод, либо через налоги на выбросы углерода, либо через схемы торговли эмиссионными квотами. Чтобы предотвратить их регрессивные налоги, доходы от углеродного налога могут быть потрачены на группы с низкими доходами.

## Предпосылки

### СО2и глобальное потепление
Углекислый газ является одним из нескольких парниковых газов (ПГ), улавливающих тепло, выделяющихся в результате человеческой деятельности, и научный консенсус заключается в том, что антропогенные выбросы парниковых газов являются основной причиной глобального потепления и что углекислый газ является наиболее важным из антропогенных ПГ. Во всём мире в результате человеческой деятельности ежегодно образуется 27 миллиардов тонн углекислого газа «Volcanic Gases and Their Effects», United States Geological Survey. Retrieved 10 August 2009. Физическое воздействие СО2 в атмосфере можно измерить как изменение энергетического баланса системы Земля-атмосфера-радиационное воздействие СО2. Налоги на выбросы углерода являются одной из стратегий, доступных правительствам для сокращения выбросов парниковых газов.
В Киотском протоколе (международном договоре), выбросы СО2 регулируются наряду с другими ПГ. Различные ПГ обладают различными физическими свойствами: потенциал глобального потепления является международно признанной шкалой эквивалентности для других парниковых газов в единицах тонн эквивалента углекислого газа.

### Экономическая теория
Налог на углерод является одной из форм налога на загрязнение окружающей среды. Налоги на загрязнение часто группируются с двумя другими инструментами экономической политики: торговыми разрешениями на загрязнение/кредитами и субсидиями. Эти три инструмента эколого-экономической политики построены на основе командно-контрольного регулирования. Разница заключается в том, что классические правила командно-штрафных санкций предусматривают, посредством исполнения или предписывающих стандартов, что каждый загрязнитель должен делать, чтобы соответствовать закону. Командно-контрольное регулирование не рассматривается как экономический инструмент, поскольку оно обычно осуществляется более узкими средствами, такими как приказ о прекращении или контроле, хотя оно может включать административное денежное наказание в конкретные правила объекта. Инструментальное различие между налогом и командно-контрольным регулированием определяется принятыми законодательными названиями, а также тем, содержат ли они «налог» в качестве определённого термина в законе.
Налог на углерод также является косвенным налогом — налогом на сделку — в отличие от прямого налога, который облагает налогом доход. Налог на углерод называется ценовым инструментом, поскольку он устанавливает цену за выбросы углекислого газа. В экономической теории загрязнение рассматривается как отрицательный внешний эффект, отрицательное воздействие на третью сторону, непосредственно не участвующую в сделке, и является одним из видов фиаско рынка. Чтобы поставить стороны перед этим вопросом, экономист Артур Пигу предложил обложить налогом товары (в данном случае углеводородное топливо), которые были источником негативного внешнего воздействия (углекислый газ), чтобы точно отразить стоимость производства товаров для общества, тем самым интернализируя издержки, связанные с производством товаров. Налог на отрицательные внешние эффекты называется налогом Пигу и должен равняться предельным издержкам ущерба.
В рамках концепции Пигу соответствующие изменения носят предельный характер, и предполагается, что размер внешнего эффекта достаточно мал, чтобы не искажать остальную экономику. Согласно научному консенсусу, воздействие изменения климата может привести к катастрофе и немаржинальным изменениям. «Немаржинальный» — означает, что воздействие может значительно снизить темпы роста доходов и благосостояния. Объём ресурсов, которые должны быть направлены на смягчение последствий изменения климата, является спорным. Политика, направленная на сокращение выбросов углекислого газа, также может иметь немаржинальное воздействие, но не катастрофическое.
В дополнение к созданию стимулов для энергосбережения, налог на углерод поставит возобновляемые источники энергии, такие как ветер, солнце и геотермальная энергия, на более конкурентоспособную основу, стимулируя их рост. Дэвид Гордон Уилсон впервые предложил ввести налог на углерод в 1973 году.
В январе 2019 года экономисты опубликовали заявление в The Wall Street Journal, призывающее к введению налога на выбросы углерода, описывая его как «самый экономичный рычаг для сокращения выбросов углерода в необходимых масштабах и с необходимой скоростью». К февралю 2019 года заявление подписали более 3000 американских экономистов, в том числе 27 экономистов-лауреатов Нобелевской премии.

### Утечка углерода
Утечка углерода — это воздействие, которое регулирование выбросов в одной стране/секторе оказывает на выбросы в других странах/секторах, которые не подпадают под такое же регулирование. Эффекты утечки могут быть как отрицательными (то есть повышающими эффективность сокращения общих выбросов), так и положительными (снижающими эффективность сокращения общих выбросов). Отрицательные утечки, которые являются желательными, обычно называют «разливом».
Согласно Голдембергу, краткосрочные эффекты утечки должны оцениваться в сравнении с последствиями утечки в долгосрочной перспективе. Политика, которая, например, предусматривает введение налога на выбросы углерода только в развитых странах, может привести к утечке выбросов в развивающиеся страны. Однако желательная отрицательная утечка может произойти из-за снижения спроса на уголь, нефть и газ со стороны развитых стран и, следовательно, мировых цен. Это приведёт к тому, что развивающиеся страны смогут позволить себе больше любого вида углеводородного топлива, тем самым заменяя уголь большим количеством нефти или газа, что фактически снизит их национальные выбросы. Однако в долгосрочной перспективе, если передача менее загрязняющих технологий будет отложена, это замещение эффектом дохода может не принести долгосрочной выгоды.
Утечка углерода занимает центральное место в обсуждении климатической политики, учитывая совокупность вопросов, которые в настоящее время обсуждаются, включая энергетическую и климатическую рамочную программу на период до 2030 года и обзор третьего списка ЕС по утечке углерода.

### Корректировка границ, тарифы и запреты
Был предложен ряд стратегий для решения проблем, связанных с конкурентными потерями из-за того, что одна страна вводит налог на выбросы углерода, а другая-нет. Аналогичная политика также была предложена в попытке побудить страны ввести налоги на выбросы углерода. Предлагаемая политика включает корректировку пограничных налогов, торговые тарифы и торговые запреты.
Корректировка пограничного налога будет учитывать выбросы, связанные с импортом из стран, не имеющих цены на углерод. Альтернативой могут быть торговые запреты или тарифы, применяемые к странам, не облагаемым налогами. Утверждалось, что такие подходы могут быть невыгодными для целевой страны в качестве торговой меры, неприемлемой во Всемирной торговой организации. Прецедентное право там не предусматривало конкретных постановлений по налогам, связанным с климатом, из-за отсутствия попыток их осуществления. Были также обсуждены административные аспекты пограничных налоговых корректировок.
В июле 2021 года Европейская комиссия приняла пакет предложений по преобразованию климатической, энергетической, транспортной, налоговой и землепользовательской политики ЕС - «Fit for 55» («Достижение 55»). Направлены предложения на достижение очередного обновления цели климатической нейтральности – сокращения выбросов парниковых газов на 55% к 2030 году по сравнению с уровнем 1990 года. Пакет является частью Европейской зелёной сделки. Весь пакет содержит 13 пунктов, 8 из которых касаются изменения текущего законодательства, 5 пунктов предложений – нововведения. Одним из таких нововведений является пограничный корректирующий углеродный механизм (ПКУМ), также переводится как механизм трансграничного углеродного регулирования (ТУР) – CBAM (Carbon border adjustment mechanism). Механизм ПКУМ призван сдерживать «углеродную утечку» в европейских странах. По сути, это введение платы с импортируемых в ЕС товаров – углеродной цены – сообразно углеродному следу, формируемому производителем этих товаров. Европейская комиссия объяснила введение ПКУМ тем фактом, что следование ЕС зелёному тренду (и сообразное снижение эмиссии парниковых газов) мотивирует развитие углеродно интенсивных производств за его территорией. Следовательно, дифференцированный подход к импорту товаров на территорию ЕС поможет стимулировать другие государства принимать его политику развития, то есть двигаться к углеродной нейтральности.

### Другие виды налогов
Два других вида налогов, связанных с углеродными налогами — это налоги на выбросы и налоги на энергию. Налог на выбросы парниковых газов требует от отдельных эмитентов уплаты пошлины, сбора или налога за каждую тонну выброшенных в атмосферу парниковых газов, в то время как энергетический налог взимается непосредственно с энергетических товаров.
С точки зрения смягчения последствий изменения климата налог на углерод, взимаемый в соответствии с содержанием углерода в топливе, не является идеальной заменой налога на выбросы СО2. Например, налог на углерод поощряет сокращение использования углеводородного топлива, но он не даёт стимула для смягчения или совершенствования технологий смягчения последствий, например улавливания и хранения углерода.
Налоги на энергию увеличивают цену энергии равномерно, независимо от выбросов, производимых источником энергии. Адвалорный налог на энергию взимается в соответствии с содержанием энергии в топливе или стоимостью энергетического продукта, которая может соответствовать или не соответствовать выбросам парниковых газов и их соответствующим потенциалам глобального потепления. Исследования показывают, что для сокращения выбросов на определённую величину адвалорные налоги на энергию были бы более дорогостоящими, чем налоги на углерод. Однако, несмотря на то что выбросы CO2 являются внешним фактором, использование энергетических услуг может привести к другим негативным внешним факторам, например к загрязнению воздуха. Если учесть эти другие внешние эффекты, налог на энергию может быть более эффективным, чем налог на углерод в одиночку.
Другой тип налога — это плата и дивиденды, когда деньги, собранные с налога, возвращаются справедливо всем домашним хозяйствам, эффективно облагая налогом выбросы углерода и возвращая скидку тем, кто сжигает меньше углерода.

## Влияние
Исследования показывают, что налоги на углерод эффективно сокращают выбросы парниковых газов. Среди экономистов существует подавляющее согласие в том, что налоги на выбросы углерода являются наиболее эффективным и действенным способом сдерживания изменения климата с наименьшими неблагоприятными последствиями для экономики.
Исследование в американском экономическом журнале с использованием метода синтетического контроля выяснило, что шведский налог на выбросы углекислого газа успешно сократил выбросы углекислого газа от транспорта на 11 %. Исследование налогов на выбросы углерода в Британской Колумбии в 2015 году показало, что эти налоги сокращают выбросы парниковых газов на 5-15 %, но при этом имеют незначительный общий экономический эффект. Исследование налога на выбросы углерода Британской Колумбии в 2017 году показало, что отрасли в целом выиграли от этого налога и «небольшого, но статистически значимого ежегодного увеличения занятости на 0,74 процента», но что углеродоемкие и чувствительные к торговле отрасли были негативно затронуты. Исследование углеродных налогов и экономического роста 2020 года в богатых демократиях показали, что существующие налоги на углерод не вредят и не ограничивают экономический рост.
Ряд исследований показал, что в отсутствие увеличения социальных льгот и налоговых льгот налог на выбросы углерода ударит по бедным домохозяйствам сильнее, чем по богатым. Экономист Университета Тафтса Гилберт Э. Меткалф оспаривал, что налоги на углерод будут регрессивными в контексте США.

## Налоги на выбросы углерода по сравнению с торговлей выбросами углерода
Альтернативной государственной политике по отношению к налогу на выбросы углерода является ограничение выбросов парниковых газов (ПГ). Уровни выбросов парниковых газов ограничиваются, а разрешения на загрязнение (называемые «дедушкиными») свободно распределяются или выставляются на аукцион загрязнителям. Аукционные разрешения имеют значительные экономические преимущества перед «дедушкиными». В частности, аукционирование повышает доходы, которые могут быть использованы для снижения искажающих налогов и повышения общей эффективности. Для этих разрешений на выбросы может быть разрешён рынок, с тем чтобы загрязнители могли торговать некоторыми или всеми своими разрешениями с другими (cap-and-trade). Гибридный инструмент ограничения выбросов и налога на выбросы углерода может быть создан путём создания ценового минимума и ценового потолка для разрешений на выбросы. Налог на углерод также может быть введён одновременно с ограничением выбросов.
В отличие от системы cap с «дедушкиными» разрешениями, налог на углерод повышает доходы. Если доходы используются для уменьшения других искажающих налогов, это может повысить эффективность налога. С другой стороны, колпачок с «дедушкиными» разрешениями может иметь преимущество эффективности, применяясь ко всем отраслям промышленности. Это обеспечивает равный стимул для всех загрязнителей сократить свои выбросы. Это преимущество по сравнению с налогом, который освобождает или имеет пониженные ставки для определённых секторов. Однако нет ничего, что требовало бы освобождения от налога или предоставления пониженных ставок отдельным секторам, как это было продемонстрировано в налоге на углерод Британской Колумбии.
Как налоги на выбросы углерода, так и разрешительные системы (иногда называемые «Cap and Trade») направлены на сокращение общего количества выбросов углерода путём установления цены за выбросы CO2, но они достигают этой цели совершенно разными путями. В то время как налоги на углерод диктуют цену, которая будет уплачена за каждую единицу загрязнения, разрешительные системы устанавливают определённое количество CO2 так, что все применимые субъекты будут удерживаться и делит эту общую сумму на торгуемые разрешения. В отсутствие неопределённости эти две системы достигнут одинакового эффекта и приведут к эффективному рыночному количеству CO2 и цена за единицу CO2 опускается. В случае экологической неопределённости, то есть когда экологический ущерб каждой единицы CO2 не может быть точно рассчитано, разрешительная система может быть более выгодной для ограничения общего количества и, следовательно, потенциального ущерба. В случае неопределённости относительно затрат на CO2 снижения выбросов для фирмы, налоговый предпочтительнее. Проблема неопределённости в области борьбы с выбросами была проиллюстрирована в 2005 году на первом этапе функционирования системы торговли выбросами Европейского Союза (cap and trade). В этой программе первоначальное распределение разрешений было слишком велико, поскольку ЕС не давал точной оценки CO2 сокращение возможностей различных фирм, которые она регулировала, и таким образом фирмы просто сократили свои выбросы до отведённого им количества без покупки каких-либо дополнительных разрешений. Это привело цены на разрешения почти к нулю через два года после начала программы, разрушив систему и требуя реформы и уточнения распределения разрешений, которые в конечном итоге проявятся в нынешней системе торговли выбросами Европейского Союза (Фаза 3).
Различие между налогами на выбросы углерода и разрешительными системами может быть размыто, когда разрешены гибридные системы. Гибридная система ограничения и торговли устанавливает ограничения на движение цен. Верхняя граница цены может быть установлена с помощью «предохранительного клапана», посредством которого выдающий орган (например, правительство) готов выдать дополнительные надбавки по установленной цене. Нижняя граница также может быть установлена через ценовой уровень. В последнее время экономисты начали изучать гибридные налоги на углерод, где вводятся механизмы корректировки налоговой ставки для обеспечения достижения целевых показателей сокращения выбросов. Экономист Гилберт Меткалф предложил конкретный механизм, механизм обеспечения выбросов, и эта идея, в принципе, была принята Советом по климатическому лидерству в его первом компоненте.

### Взгляды
Опрос ведущих экономистов 2018 года показал, что 58 % опрошенных экономистов согласны с утверждением: «налоги на углерод — лучший способ реализации климатической политики, чем ограничения и торговля», 31 % заявили, что у них нет мнения или что оно неопределённо, но никто из респондентов не согласился.
Как налоги на выбросы ПГ, так и налоги на торговлю и выбросы углерода дают загрязнителям финансовый стимул для сокращения их выбросов ПГ. Налоги на выбросы углерода обеспечивают определённость в отношении цен на выбросы, в то время как ограничение выбросов обеспечивает определённость в отношении количества выбросов. В оценке литературы, пришли к выводу, что выбор между международной системой квот (cap) или международным углеродным налогом остаётся неоднозначным. Lu et al. (2012) сравнили налог на выбросы углерода, торговлю выбросами и командно-контрольное регулирование на промышленном уровне. В их резюме делается вывод о том, что рыночные механизмы будут работать лучше, чем стандарты выбросов, в достижении целевых показателей выбросов, не затрагивая промышленное производство.
Джеймс Хансен утверждал в своей книге «Бури моих внуков» и в открытом письме тогдашнему президенту Обаме, что торговля выбросами углерода принесёт деньги только банкам и хедж-фондам и позволит «вести обычный бизнес» главным производителям углерода.